# José Ramos

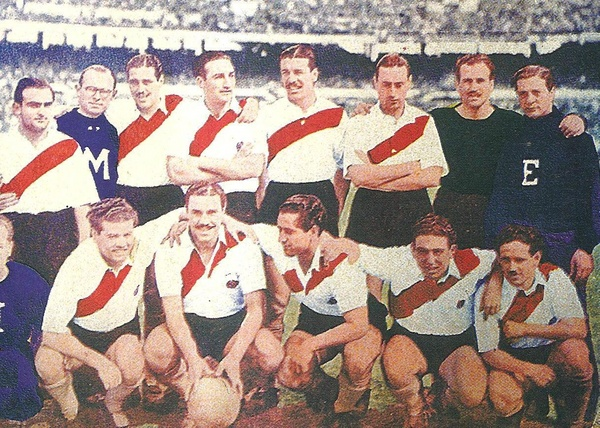
O River Plate campeão argentino de 1942. Ramos é o segundo jogador em pé, da esquerda para a direita.

José Ramos (? - Lomas de Zamora, 11 de maio de 1969) é um ex-futebolista argentino.
Ramos é um dos maiores ídolos do River Plate, onde jogou de 1940 e 1952. Junto de Norberto Yácono e Néstor Rossi, compunha a linha de meio-campo de La Máquina, o celebrado elenco riverplatense da década de 1940, sendo o half esquerdo que servia a lendária delantera formada por Adolfo Pedernera, Juan Carlos Muñoz, José Manuel Moreno e Félix Loustau.
Ganhou cinco títulos no período - 1941, 1942, 1945, 1947 e 1952 e chegou a treinar o River entre 1960 e 1961. El Tuerto, como era conhecido, faleceu a serviço do clube, após partida da equipe juvenil millonaria que treinava.